# Municipio de Willow (Dakota del Norte)
El municipio de Willow (en inglés: Willow Township) es un municipio ubicado en el condado de Griggs en el estado estadounidense de Dakota del Norte. En el año 2010 tenía una población de 53 habitantes y una densidad poblacional de 0,58 personas por km².

## Geografía
El municipio de Willow se encuentra ubicado en las coordenadas 47°37′50″N 98°18′30″O / 47.63056, -98.30833. Según la Oficina del Censo de los Estados Unidos, el municipio tiene una superficie total de 90.94 km², de la cual 89,4 km² corresponden a tierra firme y (1,69 %) 1,54 km² es agua.

## Demografía
Según el censo de 2010, había 53 personas residiendo en el municipio de Willow. La densidad de población era de 0,58 hab./km². De los 53 habitantes, el municipio de Willow estaba compuesto por el 98,11 % blancos, el 1,89 % eran amerindios. Del total de la población el 0 % eran hispanos o latinos de cualquier raza.